# Simthali
Simthali (nep. सिम्थली) – gaun wikas samiti w środkowej części Nepalu w strefie Bagmati w dystrykcie Kavrepalanchok. Według nepalskiego spisu powszechnego z 2001 roku liczył on 356 gospodarstw domowych i 1972 mieszkańców (971 kobiet i 1001 mężczyzn).